# Kleermakers (Brugge)

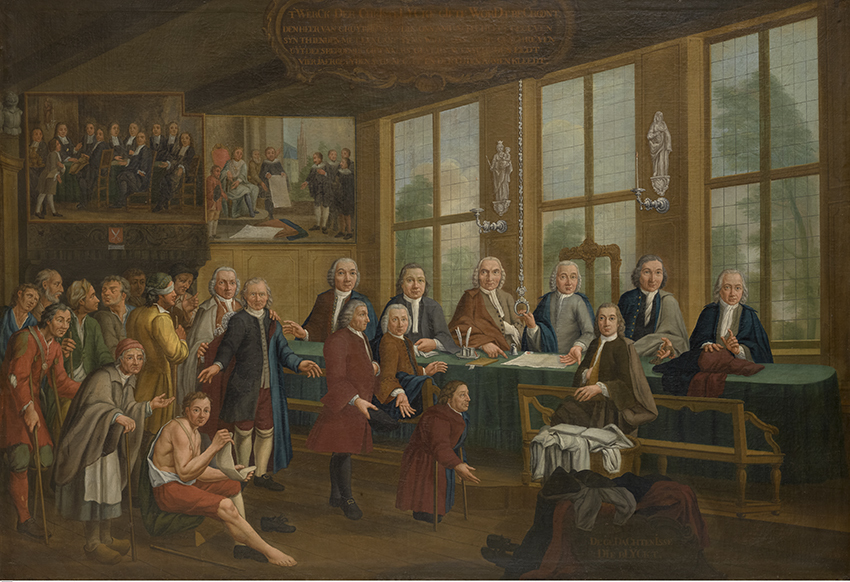
De eed van de kleermakers in hun gildekamer, schilderij in 1754 door Pieter Beuckels

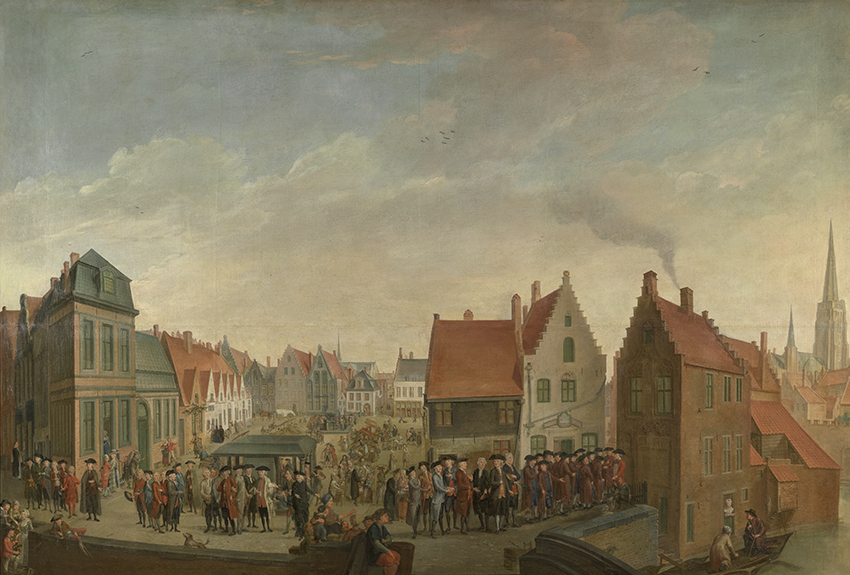
Kleermakers, oudkleerkopers, en arme beschermelingen op de Braamberg, door Jan Beerblock in 1788

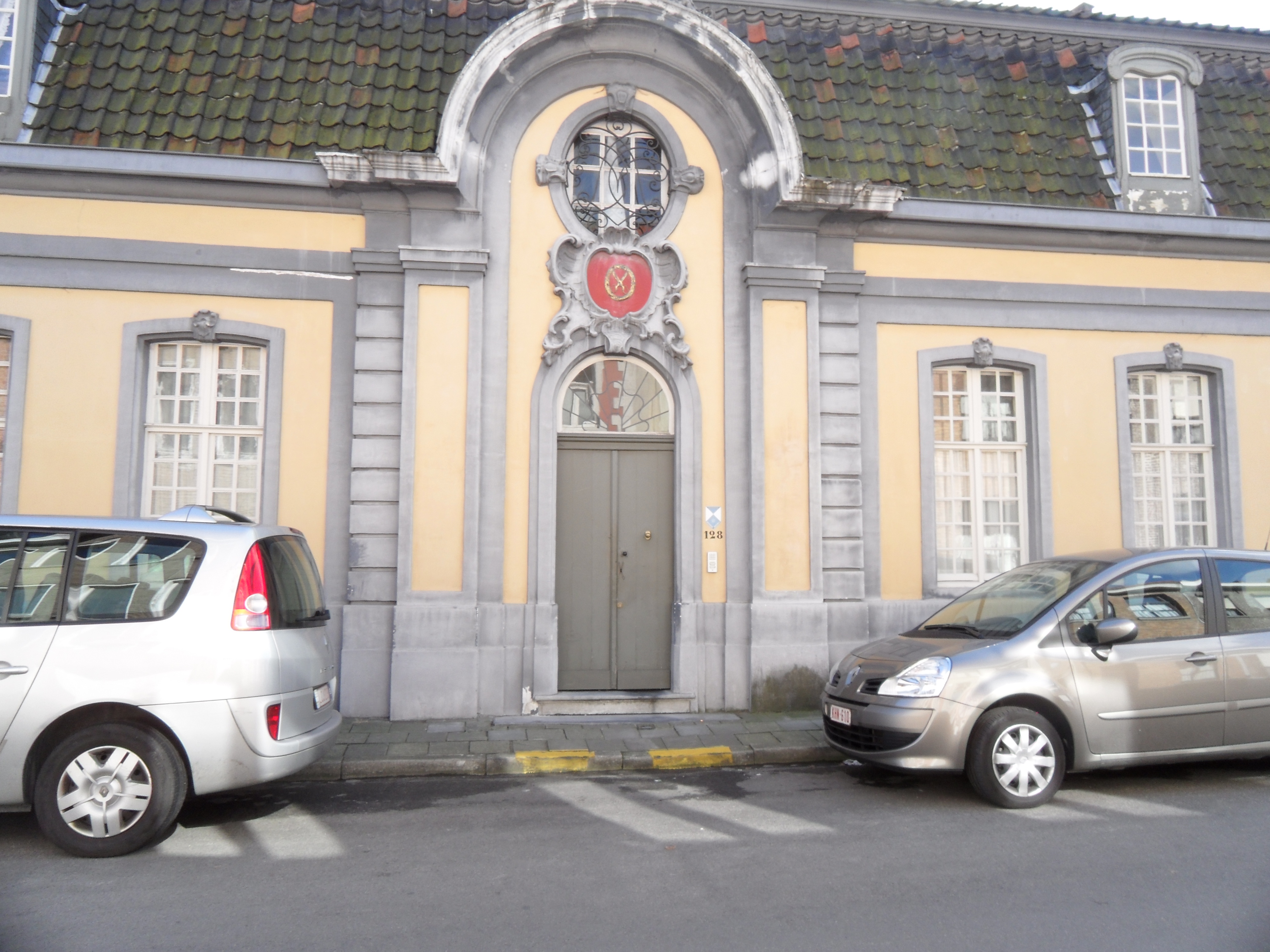
De godshuizen van de kleermakers in de Oude Gentweg

Het ambacht van de kleermakers was in Brugge een van de voorname professionele verenigingen.

## Geschiedenis
Onder de ambachten die Brugge in de textielsector telde, nam die van de kleermakers, ook scheppers genoemd, een belangrijke plaats in. Het ambacht had het exclusieve recht om, op bestelling, nieuwe kledij te maken, met het laken dat de besteller hen bezorgde.
De eerste sporen van dit ambacht dateren uit 1356. Toen bestond de vereniging al geruime tijd. De scheidingslijnen tussen het ambacht en de oudkleedkopers, evenals tussen het ambacht en dat van de cultstekers waren niet altijd scherp afgelijnd en gaven aanleiding tot rechtsgedingen.
Ze hadden een ambachtshuis in Groeninge en bouwden daarnaast enkele godshuizen. Later bouwden ze enkele godshuizen in de Oude Gentweg.
De kleermakers hielden hun godsdienstige samenkomsten in de noordbeuk van de Sint-Christoffelkapel op de Markt. Vanaf 1602 kwamen ze ook in het bezit van de in 1260 in Sint-Andries gestichte kapel van Sint-Ewoud.
Op Allerheiligen voorzag het ambacht jaarlijks dertien arme oude mannen van kledij. Deze verplichting, opgenomen in 1531, werd volgehouden tot aan de opheffing van het ambacht in 1795. De schilder Jan Beerblock vereeuwigde in 1788 deze liefdadigheid op een schilderij dat, met een zicht op de Braamberg, op de voorgrond de kleermakers, de leden van ondergeschikte ambachten en de arme mannen die gekleed werden, afbeelden. In 1754 had de "eed" zich al in zijn gildekamer laten portretteren door Pieter Beuckels.
De ondergeschikte ambachten waren die van de oudkleerkopers en van de kousenmakers. Nog andere ambachten waren verwant, zoals de hoeden- en mutsenmakers, de schoenmakers, de lederbewerkers en de bontbewerkers.
De afschaffing van de ambachten in 1795 betekende niet het einde van de vereniging van de kleermakers. Ze bleven de hele negentiende en twintigste eeuw in een beroepsorganisatie verenigd, totdat het beroep van zelfstandig kleermaker of kleermaakster stilaan tot het verleden ging behoren.